# Lennusjärvi
Lennusjärvi är en sjö i Finland. Den ligger i kommunen Luumäki i landskapet Södra Karelen, i den södra delen av landet, 160 km nordost om huvudstaden Helsingfors. Lennusjärvi ligger 78,5 meter över havet. I omgivningarna runt Lennusjärvi växer i huvudsak blandskog. Arean är 5,21 kvadratkilometer och strandlinjen är 26,81 kilometer lång. Sjön  ingår i Kymmene älvs huvudavrinningsområde. 